# بوفور
بوفور(بالفرنسية: beaufort)‏ جبن فرنسي ذي العلامات التالية : تسمية أصلية محمية (بالفرنسية: AOP)‏ و تسمية أصلية مراقبة (بالفرنسية: AOC)‏
يصنع من حليب البقر الطازج و أصله من منطقة بالبوفورتان في السافوا الفرنسية
يعتبر من أقدم أنواع الأجبان الفرنسية حيث يعود إلى الحقبة الرومانية و طريقة تحظيره خاصة جدا حيث تتبع وصفة دقيقة كي تسمح بإنتاج الجودة المطلوبة